# ピアノ協奏曲第16番 (モーツァルト)
ピアノ協奏曲第16番 ニ長調 K. 451 は、ヴォルフガング・アマデウス・モーツァルトが1784年に作曲したピアノ協奏曲である。

## 概要
本作は1784年の3月22日にウィーンで作曲されたが、その1週間前に作曲された前作の『ピアノ協奏曲第15番 変ロ長調』（K. 450）よりオーケストラの規模が大きくなり、シンフォニックな作品となっている。作品はピアノの扱いが少なく、幾分地味な印象が見受けられるが、その反面交響曲風な作風を作り上げている。このことについて音楽学者のアルフレート・アインシュタインは「ピアノ・オブリガート付きの交響曲」と表現している。
初演は同年の3月31日であるといわれており、作品への評価は概ね好評を博したが、大編成のオーケストラの評価に関しては種々の意見があったといわれる。

## 楽器編成
独奏ピアノ、フルート1、オーボエ2、ファゴット2、トランペット2、ティンパニ、弦五部。

## 曲の構成
全3楽章、演奏時間は約23分。両端の楽章にはモーツァルト自身のカデンツァが残されている。
- 第1楽章 アレグロ・アッサイ
ニ長調、4分の4拍子、協奏的ソナタ形式。
お使いのブラウザーでは、音声再生がサポートされていません。音声ファイルをダウンロードをお試しください。
- 第2楽章 アンダンテ
ト長調、2分の2拍子（アラ・ブレーヴェ）、ロンド形式。
お使いのブラウザーでは、音声再生がサポートされていません。音声ファイルをダウンロードをお試しください。
- 第3楽章 ロンドー：アレグロ・ディ・モルト
ニ長調、4分の2拍子、ロンド形式。
お使いのブラウザーでは、音声再生がサポートされていません。音声ファイルをダウンロードをお試しください。